# Ludovic Roux
Ludovic Roux (Sallanches, 4 de abril de 1979) es un deportista francés que compitió en esquí en la modalidad de combinada nórdica. Está casado con la patinadora artística Isabelle Delobel, con quien tiene un hijo llamado Loïc.
Participó en tres Juegos Olímpicos de Invierno, entre los años 1998 y 2006, obteniendo una medalla de bronce en Nagano 1998, en la prueba por equipo (junto con Sylvain Guillaume, Nicolas Bal y Fabrice Guy), el sexto lugar en Salt Lake City 2002 y el quinto en Turín 2006, en la misma prueba.

## Palmarés internacional
| Juegos Olímpicos | Juegos Olímpicos | Juegos Olímpicos  | Juegos Olímpicos         |
| Año              | Lugar            | Medalla           | Prueba                   |
| ---------------- | ---------------- | ----------------- | ------------------------ |
| 1998             | Nagano (Japón)   | Medalla de bronce | TN + 4 × 5 km por equipo |